# 朝阳镇 (上饶市)
朝阳镇，是中华人民共和国江西省上饶市信州区下辖的一个乡镇级行政单位。

## 行政区划
朝阳镇下辖以下地区：
下潭社区、狮山社区、朝阳村、青石村、青金村、石垅孔村、下源村、溪边村、西园村、王村、十里村、中潭村和盘石村。